# 1983 en arts plastiques
| Années des arts plastiques : 1980 - 1981 - 1982 - 1983 - 1984 - 1985 - 1986    |
| Décennies des arts plastiques : 1950 - 1960 - 1970 - 1980 - 1990 - 2000 - 2010 |

Cette page concerne l'année 1983 en arts plastiques.

## Œuvres
- Surrounded Islands, œuvre de Land art des artistes Christo et Jeanne-Claude, restée en place pendant deux semaines.

## Naissances
- 2 février : Jérémie Iordanoff, peintre abstrait[1]
- 11 août : Pacha 183 (Pavel Pukhov), street artist russe († 1er avril 2013).
- 22 octobre : Giovanni Gasparro, peintre et graveur italien.

Date inconnue
- Sandra Chevrier, artiste pop urbaine et contemporaine canadienne

## Décès
- 16 janvier : Baucis de Coulon, peintre suisse (° 12 mai 1896),
- 17 janvier : René Marcel Gruslin, peintre, dessinateur et graveur français (° 21 juin 1910),
- 24 janvier : Suzanne Morel-Montreuil, peintre, pastelliste, aquarelliste, dessinatrice et pédagogue française (° 14 novembre 1891),
- 27 janvier : Antonio Masselotte, peintre canadien (° 10 octobre 1887),
- 2 février : Paul Mansouroff, peintre russe puis soviétique de l'avant-garde russe et du suprématisme (° 2 mars 1896),
- 8 février : 
  - Serge Ivanoff, peintre russe puis soviétique (° 25 décembre 1893),
  - Georges Joubin, peintre et dessinateur français (° 25 janvier 1888),
- 4 mars : Armand Manago, peintre français (° 10 octobre 1913),
- 6 mars : Greta Knutson, peintre moderniste suédoise puis française (° 10 novembre 1899).
- 7 mars : Louis Levacher, peintre et sculpteur français (° 15 août 1934),
- 13 mars : Paul Citroen, peintre, dessinateur et photographe néerlandais (° 15 décembre 1896),
- 15 mars : Maurice Mourlot, peintre, lithographe, graveur et dessinateur français (° 20 janvier 1906),
- 20 mars : Louis Audibert, peintre français (° 11 juin 1880),
- 23 mars : Antoine Marius Gianelli, peintre français (° 28 août 1896),
- 28 mars : Varvara Boubnova, peintre, lithographe et pédagogue russe puis soviétique (° 17 mai 1886),
- 2 avril : Zhang Daqian, peintre chinois et taiwanais (° 10 mai 1899),
- 5 avril : Anton Prinner, peintre, graveur et sculpteur français d'origine hongroise (° 30 décembre 1902),
- 11 avril : Edina Altara, illustratrice, décoratrice, peintre et céramiste italienne (° 9 juillet 1898),
- 13 avril :
  - Franck Innocent, peintre et lithographe français de l'École de Rouen (° 20 novembre 1912),
  - Albert Vagh Weinmann, peintre français (° 10 novembre 1931),
- 19 avril : Paul Revel, peintre et graveur français (° 2 mai 1922),
- 19 mai :
  - Jacques Denier, peintre français (° 10 juin 1894),
  - Alain-Adrien Fournier, peintre, aquarelliste et graveur français (° 1er avril 1931),
- 18 juin : Marianne Brandt, peintre, photographe et designer allemande (° 1er octobre 1893),
- 23 juin : Sigismond Kolos-Vary, peintre et graveur hongrois (° 19 mai 1899),
- 1er juillet : Pierre Van Poucke, peintre français (° 25 octobre 1920),
- 6 juillet : Édouard Delaporte, architecte, peintre et sculpteur français (° 14 novembre 1909),
- 11 juillet : Jack Chambrin, peintre, graveur sur bois et lithographe français (° 26 mars 1919),
- 18 juillet : Arthur Rennert, peintre et graveur français d'origine polonaise (° 12 décembre 1904),
- 20 juillet : Pierre Commarmond, peintre et affichiste français (° 6 février 1897),
- 26 juillet : Georges Guinegault, peintre français (° 27 mars 1893),
- 2 août : Charles Eyck, peintre et sculpteur néerlandais (° 24 mars 1897),
- 4 août : Léopold Édouard Collin, peintre, lithographe, graveur, illustrateur et affichiste français (° 11 décembre 1906),
- 7 août : Robert-Auguste Jaeger, peintre français (° 3 juin 1896),
- 26 août : Gabriel Fernández Ledesma, peintre, graveur, sculpteur, graphiste, écrivain et enseignant mexicain (° 30 mai 1900),
- 23 septembre : Marie-Louise Blondin, peintre et illustratrice française (° 16 novembre 1906),
- 29 septembre : Willem Coetzer, peintre britannique puis sud-africain (° 9 novembre 1900),
- 1er octobre : Paul Eliasberg, peintre, dessinateur et graveur franco-allemand (° 17 avril 1907),
- 19 octobre : Carel Willink, peintre néerlandais (° 7 mars 1900),
- 26 octobre : Jean Lombard, peintre français (° 8 mars 1895),
- 31 octobre : Marc Devade, peintre et écrivain français (° 5 novembre 1943),
- 8 novembre : Jeanne Bily-Brossard, peintre miniaturiste et pastelliste française (° 4 octobre 1898),
- 18 novembre :
  - Sauveur Marius Di Russo, peintre français (° 11 janvier 1897),
  - André Vahl, peintre et graveur français (° 4 février 1913),
- 19 novembre : George Csato, peintre abstrait hongrois (° 10 février 1923),
- 22 novembre : Jacques Mennessons, peintre et sculpteur français (° 10 février 1923),
- 1er décembre : Jean Couy, peintre et graveur français (° 11 avril 1910),
- 5 décembre : Gaston Larrieu, peintre français (° 9 décembre 1908),
- 16 décembre : Robert Tatin, peintre, sculpteur, architecte et céramiste français (° 9 janvier 1902),
- 18 décembre : Léon Lang, dessinateur, peintre et lithographe français (° 12 juillet 1899),
- 19 décembre : Paul Bodmer, peintre suisse (° 18 août 1886),
- 25 décembre : Joan Miró, peintre  et céramiste espagnol (° 20 avril 1893),
- Date précise inconnue :
  - Lucien Beyer, peintre français (° 1908),
  - Richard Moketarinja, peintre aborigène australien (° 1916),
  - Josine Souweine, sculptrice belge (° 1899).